# Curcuma papilionacea
Curcuma papilionacea là một loài thực vật có hoa trong họ Gừng. Loài này được Sutthinut Soonthornkalump, Annop Ongsakul và Jana Leong-Škorničková mô tả khoa học đầu tiên năm 2020. Tên thông thường được các tác giả đề nghị là Pathumma-Thin-Tai (Bpà-Tum-Maa-Tìn-Dtâi), với Pathumma là tên gọi trong tiếng Thái để chỉ các loài nghệ chi Curcuma và Thin-Tai nghĩa là bản địa miền nam Thái Lan.
Mẫu định danh: Annop Ongsakul, Sutthinut Soonthornkalump & Aumdah Dolaji Ong-1001; thu thập ngày 25 tháng 6 năm 2019 ở tọa độ 6°54′53″B 99°46′15″Đ / 6,91472°B 99,77083°Đ, cao độ 25 m, cây mọc trong đồn điền cao su gần chân đồi Khao Lek-Si (Kăo-Lâyk-Sèe), phó huyện Kamphaeng, huyện La-ngu, tỉnh Satun, Thái Lan.

## Từ nguyên
Tính từ định danh có nguồn gốc từ tiếng Latinh papilionaceus, nghĩa là giống như con bướm. Nó nói tới hình dạng của hoa loài này trông giống như hoa các loài cây đậu, đỗ.

## Phân bố và môi trường sống
Hiện tại chỉ được tìm thấy tại tỉnh Satun ở miền nam Thái Lan. Nó mọc trên đất sét pha cát tại bìa các khu rừng và các đồn điền trồng cao su. Một số quần thể được tìm thấy trong trong các hốc đất mùn trong đá vôi tại những nơi nửa râm mát, ở cao độ 0–50 m. Tình trạng bảo tồn được đề xuất là loài cực kỳ nguy cấp (CR B1ab(iii,v)+B2ab(iii,v)).

## Mô tả
Cây thảo thân rễ, cao ~60–80 cm. Thân rễ hình trứng, ~2,8–3,5 × 1,4–2,3 cm, đôi khi với 1 hoặc 2 nhánh bên ~1,5–3 × 0,5 cm, vỏ nâu ánh vàng, được các vảy đã rữa có màu rỉ sắt che phủ, ruột trắng; các củ rễ hình trứng đến hình thoi, 1–1,8 × 0,5–1,5 cm, vỏ nâu nhạt, ruột trắng. Chồi lá với 3–4 lá khi nở hoa; thân giả cao tới 40 cm, gồm 2 bẹ không phiến và 3–4 bẹ mang lá, tất cả xanh lục, nhẵn nhụi; lưỡi bẹ dài đến 2,5 mm, 2 thùy khó thấy, như thủy tinh, trắng ánh lục, trong mờ, nhẵn nhụi; cuống lá dài 39–43 cm, có rãnh, xanh lục, nhẵn nhụi; phiến lá hình elip, 27–33 × 11–13,5 cm, mặt gần trục xanh lục, mặt xa trục hơi nhạt hơn, nhẵn nhụi cả hai mặt, gân giữa xanh lục, mép nguyên, nhẵn nhụi, đáy thuôn tròn, đỉnh nhọn thon đến nhọn thon hẹp. Cụm hoa trung tâm, cuống cụm được thân giả che khuất ở sát gốc, cao hơn nó 18–30 cm, nhẵn nhụi; chùy hoa ~9,5–11 × 1,5–2 cm, gồm 7–8 lá bắc sinh sản, không lá bắc mào; lá bắc ~2,5–2,7 × 2,3–2,4 cm, hình trứng ngược không đều rộng, xanh lục với hệ gân nhạt màu hơn và phần lớn với 2 vệt màu trắng ánh lục (1 ở mỗi bên của lá bắc), có lông tơ mịn cả hai mặt, hợp sinh khoảng 2/3 từ gốc, đỉnh tù, uốn ngược; xim hoa bọ cạp xoắn ốc với đến 6 hoa tại các lá bắc gốc, giảm dần khi ra xa; lá bắc con hình tam giác hẹp và cong, dài đến 9–10 mm, rộng đến 5–6 mm tại gốc, màu trắng, nhẵn nhụi. Hoa dài 2,9–3 cm, hơi thò ra từ lá bắc; đài hoa dài 10–12 mm, 3 răng, với vết khía một bên, 1–1.5 mm, nửa trong mờ, trắng, nhẵn nhụi; ống hoa dài 1,5–1,7 cm, hình trụ hẹp tại gốc, hơi mở rộng khi ra xa, màu trắng, nửa trong mờ, bên ngoài nhẵn nhụi, bên trong nhẵn nhụi với các lông tuyến ở gần họng; thùy tràng lưng ~10 × 5 mm, hình elip, đỉnh lõm, trắng hoặc tía nhạt với ánh tía ở đỉnh và mép, nhẵn nhụi; các thùy tràng bên dài ~8–10 mm, rộng 3–4 mm tại đáy, hình elip đến hơi tam giác với đỉnh tù và lõm, uốn ngược sau khi nở hoa, trắng hay tía nhạt với ánh tía ở đỉnh và mép, nhẵn nhụi; cánh môi ~13–15 × 7 mm, hình trứng ngược hẹp, 2 thùy khó thấy với vết khía dài ~1,5 mm, màu trắng đến tía nhạt với các dải đỏ tươi tại các bên ở sát gốc, dần dần chuyển thành tím tươi về phía đỉnh, dải giữa có màu vàng nằm ở đoạn giữa của cánh môi và bao gồm các lông trắng mịn về phía vết khía ở đỉnh, nhẵn nhụi cả hai mặt trừ phần xa của dải giữa; các nhị lép bên ~13–14 × 7–8 mm, hình trứng ngược không đều đến hình thoi, hợp sinh với cánh môi ở khoảng 1/4 sát gốc, màu trắng hay tía nhạt với dải màu đỏ ở gốc tại bên sát với cánh môi, đỉnh hơi uốn ngược, nhẵn nhụi cả hai mặt. Nhị dài 8–9 mm; chỉ nhị dài 3 mm, rộng 4 mm tại gốc, dưới 2 mm tại điểm đính, màu trắng, nhẵn nhụi; bao phấn có cựa, hình chữ L (110°–120°), ~8–8,5 mm (đo ngang qua chữ L), hơi rẽ ra tại giữa và tụ lại ở đỉnh tạo thành một lỗ trung tâm hẹp, màu trắng với chóp cựa màu vàng nhạt, nhẵn nhụi, không có mào bao phấn, mô vỏ bao phấn dài ~3–3,5 mm, nứt dọc theo toàn bộ chiều dài, phấn hoa màu trắng. Không có tuyến trên bầu. Vòi nhụy màu trắng, nhẵn nhụi; đầu nhụy hình đầu, với 2 thùy rõ nét, rộng ~0,75 mm, màu trắng; lỗ nhỏ với mép có răng cưa nhỏ không đều, nhẵn nhụi, hướng ra phía trước. Bầu nhụy 3–4 × 2–2,5 mm, 3 ngăn, noãn đính trụ, màu trắng, nhẵn nhụi. Quả nang hình cầu 3 ngăn, đường kính 1–1,2 cm (khi gần chín), xanh lục, nhẵn nhụi, nứt không đều, chứa 20–25 hạt (phần lớn phát triển tốt, một số thui); hạt hình trứng ngược không đều, dài 3–4 mm, màu nâu nhạt (khi gần chín), bóng, có áo hạt màu trắng, trong mờ, xé rách.
Ra hoa từ đầu mùa mưa và kéo dài đến tháng 6-7. Quả xuất hiện từ giữa tháng 6 và có lẽ kéo dài đến đầu tháng 8. Cây chuyển sang trạng thái ngủ trong tháng 1. Hoa nở vào buổi sáng và tồn tại trong 1 ngày. Nếu nhiều nắng và nhiệt độ cao thì héo nhanh hơn.

## Sử dụng
Đôi khi được bán làm cây cảnh.